# Metarthrodes hamatus
Metarthrodes hamatus is een hooiwagen uit de familie Gonyleptidae.